# Ariel Sharon
Ariel Sharon (hebreiska: אריאל שרון, även känd under sitt diminutiv Arik, אַריק), ursprungligen Ariel Scheinermann (אריאל שיינרמן), född 26 februari 1928 i Kfar Malal i NF-mandatet Palestina (nuvarande Israel), död 11 januari 2014 i Tel Aviv, var en israelisk militär och politiker som var landets premiärminister 2001–2006. En massiv stroke (hjärnblödning) som han drabbades av den 4 januari 2006 gjorde honom oförmögen att utöva ämbetet och Ehud Olmert tog då över som israelisk premiärminister. Efter slaganfallet hamnade Sharon i koma och när han vaknade upp ur den var och förblev han i ett vegetativt tillstånd under resten av sitt liv.
Sharon var en i hög grad kontroversiell militär och politiker, såväl i Israel som i omvärlden. Han var mycket konservativ och hade starkt stöd av bosättarrörelsen i Israel. Under senare år strävade dock Sharon efter – under stort internt motstånd – att nå en fredsuppgörelse med PLO, framför allt genom att lämna tillbaka bosättningar till palestinierna.
Han var far till Omri Sharon.

## Uppväxt
Sharon föddes i jordbrukarsamhället Kfar Malal i Saron-området i NF-mandatet Palestina (det blivande Israel). Fadern var av judisk familj med tysk-polsk bakgrund och modern rysk judinna. Fadern studerade agronomi i Tbilisi och modern medicin när de gifte sig. De flydde från Kejsardömet Ryssland under ryska revolutionen. Fyra år efter att de anlänt till Kfar Malal fick de en dotter, Yehudit, och två år efter henne en son, Ariel. Fadern talade jiddisch och modern ryska; Ariel Sharon lärde sig därför ryska som barn.
Fjorton år gammal gick Sharon med i Gadna, en paramilitär ungdomsbataljon. Sharons nästa steg var att gå med i Haganah.

## Sharon i Haganah
Som ung gick Sharon med i den judiska paramilitära organisationen Haganah som utförde attacker riktade mot det brittiska styret och som efter bildandet av staten Israel ombildades till en reguljär armé. 1953 blev han ledare för Enhet 101, vars uppdrag gick ut på att utföra vedergällningsaktioner mot palestinier och de arabiska grannländerna. Enhetens aktioner medverkade till att stärka Israels stridsmoral, men den blev också känd för att attackera civila såväl som arabiska militärer. Sharons första uppdrag av denna sort var attacken mot flyktinglägret El-Bureig, söder om Gaza, som ägde rum i augusti 1953.
14 oktober 1953 attackerade Enhet 101 byn Qibya i Jordanien. Attacken följde på många aktioner mot mål i Israel från palestinier som tog sig över gränsen från Jordanien. Sharons order var att ta sig in i byn, spränga husen och orsaka förluster bland de förmodade terroristerna. Morgonen efter hade flertalet hus sprängts sönder och över 60 civila dödats. De närliggande byarna Budrus och Shuqba attackerades med artilleri dagen efter.

## Militär ledare
Under Sexdagarskriget var han som generalmajor chef för 38:e divisionen, i Sinai. Han befälsföring under Slaget vid Abu-Ageila väckte internationell uppmärksamhet. Slaget resulterade i att de egyptiska styrkorna hastigt drog sig tillbaka från Sinaihalvön.
Under Yom Kippur-kriget (oktoberkriget 1973) var Sharon befälhavare för Israels 143:e pansardivision i Sinaiöknen och ledde Operation Gazelle som vände krigslyckan till Israels fördel. Efter kriget betraktades Sharon som nationalhjälte i Israel.
Redan som befälhavare för Enhet 101 visade sig Sharon vara en hänsynslös militär. När han som försvarsminister vid Israels invasion av Libanon 1982 lät de kristna falangisterna genomföra massakern på palestinska flyktingar i Sabra och Shatila ledde omfattande protester både i Israel och runt om i världen till att han i februari 1983 tvingades avgå som försvarsminister.

## Politiker
1970 arbetade han för att Israel skulle initiera bosättningar i det ockuperade Gaza. 1973 var han med och bildade Likud, ett konservativt parti. Han var partiledare för detta parti september 1999–november 2005.
Sharon var jordbruksminister 1977–1981 och försvarsminister 1981–1983.
Under Israels invasion av Libanon 1982 var han general och försvarsminister när massakrerna i flyktinglägren Sabra och Chatila i Beirut ägde rum. Det ansvar han som försvarsminister ansågs ha för dåden gjorde att han 14 februari 1983 blev tvungen att avgå, men han stannade kvar som minister utan portfölj. Sharon var känd för sin hårda linje mot det palestinska folket och sina tidigare yttranden om att "driva ut dem i öknen". Han förkastade  Osloavtalet mellan Israel och PLO, som 1993 undertecknades i Washington, D.C. i närvaro av Israels dåvarande premiärminister Yitzhak Rabin och PLO:s ordförande Yassir Arafat.
Sharon var infrastrukturminister och senare utrikesminister i Benjamin Netanyahus regering.
År 2000 var han i opposition och besökte Tempelberget i Jerusalem vid en känslig tidpunkt, vilket är en av faktorerna bakom palestiniernas andra intifada (uppror).
År 2001 segrade Ariel Sharon över Arbetarpartiets Ehud Barak och utsågs till premiärminister den 17 februari 2001. Åren som följde präglades av regeringens starka repression mot den palestinska myndigheten och Arafat personligen, som Sharon förklarade persona non grata; Arafat tillbringade de sista åren i något som liknade husarrest i Ramallah. År 2004 förklarade Sharon oväntat att Israel skulle dra sig tillbaka från den ockuperade Gazaremsan. Detta ledde emellertid till svåra inre motsättningar, såväl inom hans eget parti som inom regeringen. Motståndarna lämnade och vid årsskiftet 2004–2005 såg sig Sharon tvingad att bilda regering med den tidigare oppositionen, Arbetarpartiet. Vid samma tidpunkt avled Yasir Arafat, och till dennes efterträdare valdes Mahmoud Abbas. Under början av 2005 inleddes förnyade fredssamtal, som bland annat resulterade i israelernas överlämnande av staden Jeriko på Västbanken till palestinierna. Israel lämnade senare under hösten också för första gången över de tidigare judiska bosättningarna i Gazaremsan vilket orsakade en hel del missnöje i hans parti, Likud, som hotade med att ge honom sparken.

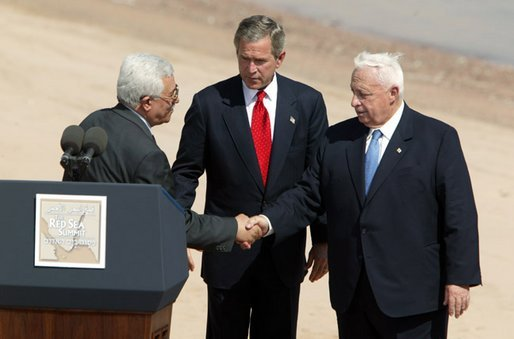
Mahmoud Abbas, George W. Bush och Ariel Sharon 2003.

Den 21 november 2005, sedan Arbetarpartiet lämnat hans regering, orsakade Sharon uppståndelse i israelisk inrikespolitik när han (som sin sista betydande politiska insats) meddelade att han lämnade Likud efter den interna kritiken mot hans samarbete med Arbetarpartiet och mot evakueringen av Gazaremsan. Beslutet motiverade han bland annat med att ett kvarstannande inom partiet inte skulle ha varit något annat än "slöseri med tid". Samtidigt tillkännagav han att han istället bildade ett nytt parti, Kadima ("framåt") - ett liberalt parti med främsta syfte att uppnå ett slutligt fredsavtal med palestinierna.
Den 18 december 2005 fördes Ariel Sharon till sjukhus, då han drabbades av en mindre stroke, (blodpropp i hjärnan), som han emellertid snabbt återhämtade sig ifrån. Två veckor senare, den 4 januari 2006, fördes han på nytt till Hadassah-sjukhuset efter att ha drabbats av ännu en men betydligt allvarligare stroke, hjärnblödning. Samtidigt överfördes hans befogenheter som regeringschef tillfälligt till vice premiärminister Ehud Olmert. Den 16 januari 2006 valdes också Olmert att efterträda Sharon som partiordförande. Sharon förblev officiellt premiärminister till den 14 april 2006, då Olmert tog över posten.
Sharon var sedan sin andra stroke inlagd på sjukhus och övergick efter att länge legat i koma till ett vaket men vegetativt tillstånd.
Sharon avled den 11 januari 2014. Han hedrades med en statsbegravning två dagar senare.